# Капустян Володимир Нілович
Володимир Нілович Капустян (нар. 25 квітня 1944, село Варварівка, тепер Карлівського району Полтавської області) — український діяч, вчитель історії Максимівської середньої школи Карлівського району Полтавської області, головний консультант-експерт Управління забезпечення зв'язків з Верховною Радою України Адміністрації Президента України. Народний депутат України 2-го скликання.

## Біографія
Вихованець Фльорівського дитячого будинку Чутівського району Полтавської області. З 1962 року, після закінчення Андріївського зоотехнічного технікуму, працював зоотехніком колгоспу «Більшовик» Карлівського району Полтавської області.
У 1963—1966 роках — служба в Радянській армії.
У 1967—1977 роках — старший піонервожатий, вчитель фізкультури, військовий керівник Варварівської середньої школи Карлівського району Полтавської області.
У 1974 році закінчив Полтавський педагогічний інститут, вчитель історії і суспільствознавства.
У 1979—1989 роках — директор Максимівської восьмирічної (потім — середньої) школи Карлівського району Полтавської області.
З 1989 року — вчитель історії, суспільствознавства та правознавства Максимівської середньої школи Карлівського району Полтавської області.
Народний депутат України 2-го демократичного скликання з .04.1994 (2-й тур) до .04.1998, Карлівський виборчий округ № 327, Полтавська область. Член Комітету з питань ядерної політики та ядерної безпеки. Член депутатської групи «Конституційний центр» (до цього — депутатської групи «Державність»).
З червня 1998 року — головний консультант-експерт Управління забезпечення зв'язків з Верховною Радою України Адміністрації Президента України.